# Walker Américo Frônio
Walker Américo Frônio (geboren am 15. Februar 1982 in Americana) ist ein ehemaliger brasilianischer Fußballspieler. Er spielte auf der Position eines Mittelfeldspielers.

## Karriere
1999 wurde Walker in die Jugendakademie von Ajax Amsterdam aufgenommen. 2000 erhielt er einen Profivertrag des Vereins auf und stand dort bis 2004 unter Vertrag. Von 2000 bis 2002 gehörte er zu der Ajax Reservemannschaft Jong Ajax. In den Saisons 2002/03 und 2003/04 wurde er an den Beerschot AC ausgeliehen, in der zweiten Saison erhielt er bei Ajax wieder einen Vertrag. 2006 unterschrieb er einen Vertrag bei Atlético Mineiro, zur Austragung der nationalen Meisterschaft 2006 unterschrieb er dann einen Vertrag beim EC Juventude. In der Saison 2007 wechselte er zu Náutico Capibaribe. Von 2008 bis 2010 stand er beim Itumbiara EC unter Vertrag, ehe er 2010 zum EC Juventude zurückkehrte. 2010 stand er bei Rio Claro FC unter Vertrag, im Jahre 2011 dann beim EC Santo André und Sertãozinho FC. 2012 unterschrieb er bei Botafogo FC. Im Jahre 2013 wechselte er zum Rio Claro FC, von 2013 bis 2014 zum Batatais FC. 2014 unterschrieb er bei Independente de Limeira, wo er 2016 seine aktive Laufbahn beendete.